# Saison 2016 de la PRO Rugby
La PRO Rugby 2016 est la 1re édition de la compétition qui se déroule du 17 avril au 31 juillet 2016. Elle oppose 5 équipes représentatives des États-Unis.

## Format
Chaque équipe jouera à 3 reprises contre ses 4 adversaires pour un total de 12 matchs de saison régulière du 17 avril 2016 au 31 juillet 2016.

## Liste des équipes en compétition
La compétition oppose, pour la saison inaugurale de 2016, les cinq équipes suivantes :
| Club                  | État       | Stade                                                  | Capacité | Entraîneur   | Capitaine         |
| --------------------- | ---------- | ------------------------------------------------------ | -------- | ------------ | ----------------- |
| Stampede de Denver    | Colorado   | CIBER Field at the University of Denver Soccer Stadium | 1 915    | Sean O'Leary | Pedrie Wannenburg |
| Aviators de l'Ohio    | Ohio       | Memorial Park                                          | 3 000    | Paul Barford | Jamie Mackintosh  |
| Express de Sacramento | Californie | Bonney Field                                           | 11 442   | Luke Gross   | John Quill        |
| Breakers de San Diego | Californie | Torero Stadium                                         | 6 000    | Ray Egan     | Phil MacKenzie    |
| Rush de San Francisco | Californie | Boxer Stadium                                          | 3 500    | Paul Keeler  | Patrick Latu      |

## Résumé des résultats

### Classement de la phase régulière
| Rang | Club                  | J  | V  | N | D | Bo | Bd | Pm  | Pe  | Diff | Pts |
| ---- | --------------------- | -- | -- | - | - | -- | -- | --- | --- | ---- | --- |
| 1    | Stampede de Denver    | 12 | 10 | 0 | 2 | 7  | 1  | 403 | 273 | +130 | 48  |
| 2    | Aviators de l'Ohio    | 12 | 9  | 0 | 3 | 9  | 2  | 476 | 273 | +203 | 47  |
| 3    | Breakers de San Diego | 12 | 4  | 0 | 8 | 5  | 4  | 335 | 413 | -78  | 25  |
| 4    | Rush de San Francisco | 12 | 4  | 0 | 8 | 6  | 2  | 339 | 454 | -115 | 24  |
| 5    | Express de Sacramento | 12 | 3  | 0 | 9 | 5  | 1  | 294 | 434 | -140 | 18  |

|  | Champion PRO Rugby 2016. |

Attribution des points : victoire : 4, match nul : 2, défaite : 0, forfait : -2 ; plus les bonus (offensif : 4 essais marqués ; défensif : défaite par 7 points d'écart maximum).

#### Tableau synthétique des résultats
L'équipe qui reçoit est indiquée dans la colonne de gauche.
| Clubs                 | DEN   | OHI   | SAC   | SDB   | SFR   | DEN   | OHI   | SAC   | SDB   | SFR   |
| --------------------- | ----- | ----- | ----- | ----- | ----- | ----- | ----- | ----- | ----- | ----- |
| Stampede de Denver    |       | 16-13 | 29-13 | 59-23 | 41-37 |       | 27-48 | 59-13 |       |       |
| Aviators de l'Ohio    | 32-25 |       | 50-17 | 55-29 | 51-17 |       |       |       | 44-21 | 71-20 |
| Express de Sacramento | 13-35 | 11-31 |       | 19-43 | 37-25 |       | 31-41 |       |       | 34-37 |
| Breakers de San Diego | 16-22 | 24-20 | 37-24 |       | 19-24 | 23-24 |       | 44-23 |       |       |
| Rush de San Francisco | 18-35 | 35-20 |       | 33-46 |       | 24-31 |       |       | 50-26 |       |

|  | Victoire à domicile |  | Match nul |  | Défaite à domicile |

## Statistiques

### Meilleurs réalisateurs
| Rang | Joueur           | Club                  | Points | Essais | Transf. | Pén. | Drops |
| ---- | ---------------- | --------------------- | ------ | ------ | ------- | ---- | ----- |
| 1    | Volney Rouse     | Rush de San Francisco | 131    | 4      | 33      | 15   | -     |
| 2    | Kurt Morath      | Breakers de San Diego | 120    | -      | 15      | 30   | -     |
| 3    | Mirco Bergamasco | Express de Sacramento | 114    | -      | 27      | 20   | -     |
| 4    | Will Magie       | Stampede de Denver    | 113    | -      | 34      | 15   | -     |
| 5    | Shaun Davies     | Aviators de l'Ohio    | 84     | -      | 27      | 10   | -     |
| 6    | Spike Davis      | Aviators de l'Ohio    | 70     | 14     | -       | -    | -     |
| 7    | Sebastián Kalm   | Aviators de l'Ohio    | 45     | 9      | -       | -    | -     |
| 8    | Zach Fenoglio    | Stampede de Denver    | 40     | 8      | -       | -    | -     |

### Meilleurs marqueurs
| Rang | Joueur            | Club                  | Essais |
| ---- | ----------------- | --------------------- | ------ |
| 1    | Spike Davis       | Aviators de l'Ohio    | 14     |
| 2    | Sebastián Kalm    | Aviators de l'Ohio    | 9      |
| 3    | Zach Fenoglio     | Stampede de Denver    | 8      |
| 4    | Filippo Ferrarini | Aviators de l'Ohio    | 6      |
| -    | Mike Te'o         | Breakers de San Diego | 6      |
| -    | Pedrie Wannenburg | Stampede de Denver    | 6      |
| -    | Hanco Germishuys  | Stampede de Denver    | 6      |
| -    | Chad London       | Stampede de Denver    | 6      |
| -    | Dylan Fawsitt     | Aviators de l'Ohio    | 5      |